# Дарві
Дарві (монг. Дарви) – сомон аймаку Говь-Алтай, Монголія. Територія 3,5 тис км кВ, населення 2,4 тис. Центр – селище Дарві знаходиться на відстані 186 км від міста Алтай та 1190 км від Улан-Батора. Є школа, лікарня, Торговельно-культурний центр.

## Рельєф
Гори Іх, Бага Дарві, Сутай. Територією сомону протікають річки Баян, Іхес, Цагаан Хавцгай та ін.. Озера Іхес, Далан туруу, Борог, Ар’йа.

## Клімат
Різкоконтинентальний клімат. Середня температура січня -18 градусів, липня +26 градусів. Протягом року в середньому випадає 170 мм опадів.

## Корисні копалини
Запаси граніту, шпату, лікувальних грязей

## Тваринний світ
Водяться дикі барани, лисиці, вовки.